# Rhamphomyia karamanensis
Rhamphomyia karamanensis är en tvåvingeart som beskrevs av Bartak, Ciftci och Hasbenli 2007. Rhamphomyia karamanensis ingår i släktet Rhamphomyia och familjen dansflugor.
Artens utbredningsområde är Turkiet. Inga underarter finns listade i Catalogue of Life.